# Radicaal 185
Van de in totaal 214 Kangxi-radicalen heeft radicaal 185 de betekenis hoofd en voedsel. Het is een van de elf radicalen die bestaat uit negen strepen.
In het Kangxi-woordenboek zijn er 20 karakters die dit radicaal gebruiken.

## Karakters met het radicaal 185

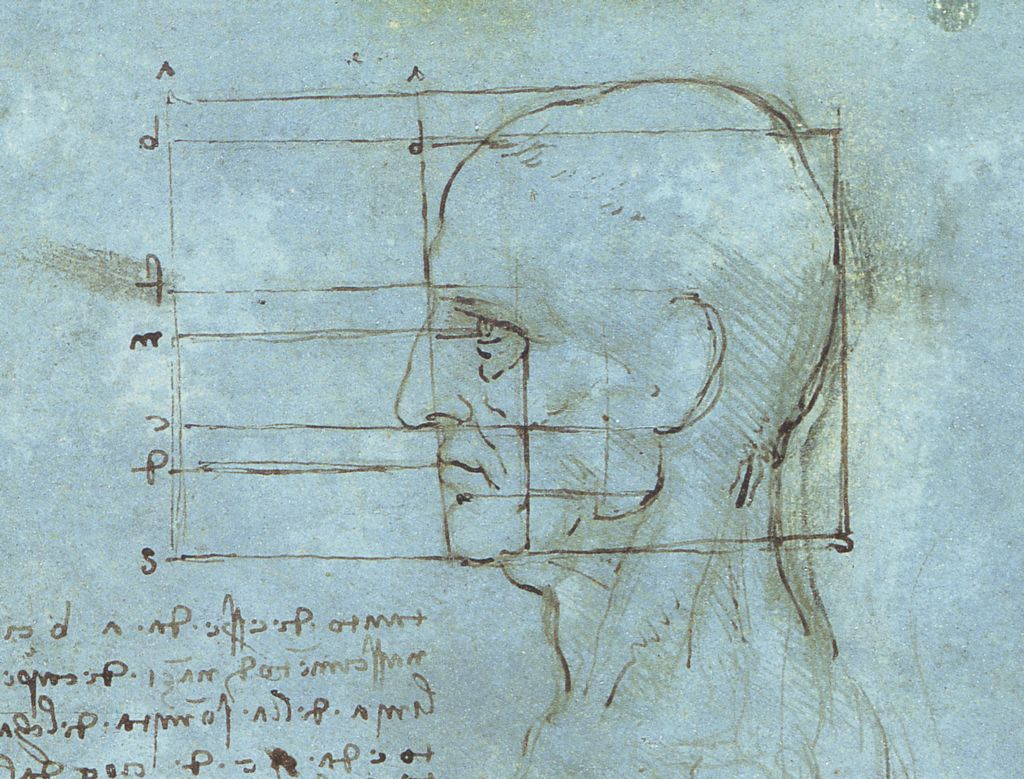
Proporties van het menselijk hoofd.

| Strepen | Karakter |
| ------- | -------- |
| + 0     | 首       |
| + 2     | 馗       |
| + 8     | 馘       |

Orakelbotkarakter
Bronskarakter
Groot zegelkarakter
Klein zegelkarakter